# Университет Мурсии
Университет Мурсии (исп. Universidad de Murcia) — университет в испанском городе Мурсия, крупнейшее высшее учебное заведение автономного сообщества.
Состоит университет из трёх кампусов:
- La Merced (милосердие): центр города;
- Espinardo: север муниципалитета;
- Ciencias de la Salud (медицинские науки): расположен в пригороде Эль-Пальмар у больницы Virgen de la Arrixaca

Существуют также филиалы в Сан-Хавьере (физическое воспитание и спорт), Лорке (уход за больными и диетология) и Картахене (сестринское дело, трудовые отношения и человеческие ресурсы, младенческое и начальное образование).
Всего в университете обучаются более 38 000 студентов.
Современный университет основан в 1915 году, это десятый среди старейших университетов Испании. История университета началась в 1272 году, когда король Кастилии и Леона Альфонсо X основал в Мурсии Universitas Studiorum Murciana. Более старым на территории современной Испании является лишь университет Саламанки.

## Известные студенты
- Хосе Мария Альварес — поэт, переводчик Шекспира и Вийона.